# والدگرهوایلر
والدگرهوایلر (به آلمانی: Waldgrehweiler) یک شهر در آلمان است که در دنرسبرگکرایس واقع شده‌است. والدگرهوایلر ۲۲۴ نفر جمعیت دارد.